# 晃州鎮
晃州鎮（こうしゅうちん）は中華人民共和国湖南省懐化市新晃トン族自治県の鎮。

## 行政区画
- 老晃城社区
- 中山門社区
- 橋南社区
- 太陽坪社区
- 竜渓口社区
- 日光村
- 紅光村
- 三拱橋村

## 歴史
2015年11月9日、新晃鎮・興隆鎮・方家屯郷・大湾羅郷が合併し、現在の晃州鎮が発足。

## 地理
晃州鎮は新晃トン族自治県西北部に位置し、北及び西北はは貴州省銅仁市と、東は波洲鎮と、西及び西南は魚市鎮と、南は禾灘鎮とそれぞれ接している。
- 河川：㵲陽河（中国語版）
- 湖：楊家坳水庫、半渓水庫
- 山：冷風坡（663メートル）、万宝山（636メートル）、滾馬坡（916.7メートル）

## 交通

### 鉄道
- 滬昆旅客専用線

### 道路
- 滬昆高速公路（中国語版）
- 国道G320
- 省道S232

## 観光
- 晃州風雨橋
- 燕来寺